# Paride del Pozzo
 (mars 2024).
Pour les articles homonymes, voir Pozzo.
Paride del Pozzo (né à Castellammare di Stabia en 1493 et mort à Naples en 1493) est un jurisconsulte italien.

## Biographie
Paride del Pozzo naquit vers 1413 à Castellammare di Stabia d’une famille originaire d’Alexandrie, dans le duché de Milan, dont une branche établie à Pimonte, près d’Amalfi, vint ensuite se fixer à Castellammare. Après avoir fait ses premières études à Naples, il visita les principales universités de l’Italie pour se perfectionner dans la science du droit et suivit les leçons des plus habiles professeurs, entre autres du fameux Giovanni da Imola. De retour à Naples, le roi Alphonse le nomma conseiller au tribunal de Santa-Chiara, et, peu de temps après, lui confia l’éducation de son fils le duc de Calabre, depuis Ferdinand Ier. Del Pozzo sut mériter l’affection de son royal élève. Pendant l’expédition d’Alphonse en Toscane (1445), Ferdinand, que son père avait établi lieutenant général du royaume, créa son précepteur auditeur général, place dans laquelle celui-ci trouva l’occasion de déployer beaucoup de zèle et de capacité. Après la mort d’Alphonse (1458), del Pozzo, conseiller intime de Ferdinand, fut revêtu de la dignité d’inquisiteur général, qui revient à celle de ministre de la police. Cependant il n’en continua pas moins de remplir une chaire de droit à l’université de Naples, et l’on a la preuve qu’il y donnait encore des leçons en 1464. Il était consulté sur toutes les affaires importantes, et ses décisions, principalement en ce qui concernait les matières féodales, étaient regardées comme des oracles. Dans plusieurs circonstances il se prononça fortement contre l’usage des duels et des épreuves judiciaires. Quoique très-désintéressé, del Pozzo avait amassé, dans l’exercice de la profession d’avocat, une fortune considérable. Il mourut octogénaire en 1493 et fut inhumé dans l’église de St-Augustin. On a de lui cent quatre-vingt-treize traités ou opuscules dont Lorenzo Giustiniani donne les titres, précédés d’une notice sur l’auteur, dans les Memorie degli scrittori legali, t. 3, in- 8°.

## Œuvres
- Tractatus ludorum ad breve compendium redactus, Naples, Biessinger, 1472, in-fol. Cet opuscule est si rare qu’on n’en connaît pas un seul exemplaire en France.
- Libellus de re militari (Naples, Biessinger), in-fol. de 180 feuillets. Il a été traduit en italien par l’auteur lui-même (ibid., 1472), in-fol., et la version est encore plus rare que l’original[1].
- Tractatus de syndicatu, 1485, in-fol. Tous les ouvrages de del Pozzo, réimprimés plusieurs fois dans le 16e siècle, ont été disséminés dans le Tractatus tractatuum juris. On trouve quelques détails sur ce jurisconsulte dans la Storia délia letterat. ital. de Tiraboschi, t. 6, p. 545.